# کوایستور
کوایستور (به لاتین: Quaestor) در روم باستان نام کلانترهای مادونی بود که منصب آنان نخستین پلهٔ سلسله مناصب و مستلزم سن حداقلی ۳۰ سال (برای پاتریسی‌ها ۲۸ سال) بود. در ابتدا کارکردی جنایی داشت امّا بعدها دارای کارکرد اداری شد که خزانه یا مالیه را نظارت و مدیریت می‌کرد.

## تاریخچه

### دوران پادشاهی
ریشه‌های این منصب تا دوران پادشاهی روم هم می‌رسند. یکی از کهن‌ترین کوایستورها Quaestor parricidii نام داشت که توسط نوما پمپیلیوس معرفی شد، هنگامی‌که او با انتشار یک قانون سلطنتی جُرم «پدر یا مادر کُشی» را تعریف کرد.

### دوران جمهوری
در دوران پادشاهی کوایستور توسط پادشاهان امّا در دوران جمهوری توسط کنسول‌ها برگزیده می‌شد. اینان از ایمپریوم بی‌بهره‌بودند، و از سال ۴۴۷ ق. م توسط مردم و در مجمع برگزیده می‌شدند و تعداد آنان هم دو نفر بود. از ۴۲۱ ق. م پلبی‌ها هم می‌توانستند بدان دست‌یابند و اینچنین تعدادشان به عدد چهار رسید؛ دو تای آنان در رم می‌ماندند (Quaestores urbani یعنی کوایستورهای شهری) تا خزانه‌داری را اداره کنند (Quaestores aerarii به‌معنای کوایستورهای خزانه‌داری) و دو تای دیگر نیز در کنار کنسول‌ها مشغول می‌شدند.

### دوران امپراتوری
از زمان آگوستوس، سن دستیابی به این منصب به ۲۵ سال کاهش یافت. خزانه‌داری دیگر نه توسط کوایستورهای شهری بلکه توسط پرایتورهایی سالخورده اداره می‌شد.
کوایستورهای قیصر نمایندگان امپراتور روم در سنا بودند. آنان طبیعتاً کارهایی مانند جمع‌آوری مالیات را نیز عهده‌دار بودند و در رأس کمیسیون‌های سرشماری شهروندان استان‌ها قرار داشتند.
بعدها در دوران کنستانتین یکم، مقام کوایستورِ کاخ مقدس که همان وزیر دادگستری بود، متن قوانین سلطنتی را مکتوب می‌کرد.